# 印章学

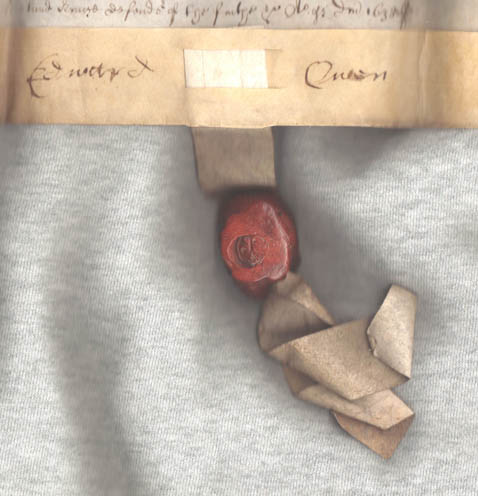
1638年の英語証書、羊皮紙のタグ、もしくはリボンとともに松脂で封蝋されている。

印章学（いんしょうがく、英語：Sigillography、フランス語：Sigillographie、まれにギリシャ語：Sphragisticsが使われる）とは、印章の図柄の形式や銘文などの識別及びその保存方法などを研究対象とする学問領域。歴史の補助学の一つである。

## 研究対象
印章学の研究対象とする印章とは、蝋などの素材の上に図像や文字を刻印した母型と呼ばれる硬い物体（金属や石）を押したものである（封蝋も参照）。印章は文書の法的有効性の保証、封印による文書の内容の秘密の保証、所有権の明示などの機能を持つ。 関連学問として古文書学、紋章学、社会史、美術史が挙げられる。
印章学の研究は15世紀の骨董品収集家が封蝋についての記録をつけ始め、16世紀から17世紀に活動が発展し、広範囲に行われたものである。